# Timor Wschodni na letnich igrzyskach olimpijskich
Reprezentanci Timoru Wschodniego występują na letnich igrzyskach olimpijskich nieprzerwanie od 2000 roku.
Organizacją udziału reprezentacji Timoru Wschodniego w igrzyskach olimpijskich, a także upowszechnianiem idei olimpijskiej i promocją sportu zajmuje się Comitê Olímpico Nacional de Timor‑Leste, którego przewodniczącym jest João Carrascalão.
Timor Wschodni (do 1975 roku Timor Portugalski) w latach 1975–1999 był terytorium okupowanym przez Indonezję. W wyniku porozumienia indonezyjsko-portugalskiego, 30 sierpnia 1999 roku odbyło się referendum niepodległościowe, w którym zdecydowana większość ludności opowiedziała się za suwerennością. Wówczas władze indonezyjskie krwało stłumiły wystąpienia Timorczyków, co przyczyniło się do objęcia zarządzania Timorem Wschodnim przez ONZ.
Zmiany polityczne spowodowały, że Międzynarodowy Komitet Olimpijski postanowił dać Timorczykom szansę wystąpu na igrzyskach olimpijskich w Sydney w 2000 roku. Ponieważ Timor Wschodni nie był jeszcze niepodległym państwem, reprezentanci występowali pod flagą olimpijską jako Niezależni Sportowcy Olimpijscy (ang. Individual Olympic Athletes). Wówczas żaden zawodnik z tego kraju nie zdobył medalu.
20 maja 2002 roku, po wcześniejszym przeprowadzeniu wyborów prezydenckich, Timor Wschodni ogłosił niepodległość.
Podczas 115. sesji MKOl (29 czerwca-4 lipca 2003 roku) w Pradze Timor Wschodni stał się członkiem Międzynarodowego Komitetu Olimpijskiego. Narodowy Komitet Olimpijski spełnił główny wymóg, którym było istnienie i poprawne funkcjonowanie pięciu związków sportowych (na Timorze Wschodnim funkcjonowały związki kolarstwa, badmintona, podnoszeniu ciężarów, boksu i tenisa stołowego).

## Sydney 2000

### Statystyki
sportowców: 4 (w 3 dyscyplinach)
najmłodszy reprezentant: Calisto da Costa (21 lat 220 dni; ur. 6.02.1979)
najstarszy reprezentant: Victor Ramos (30 lat 153 dni; ur. 14.04.1970)
Chorążym ekipy był bokser Victor Ramos.

### Wyniki

#### boks
Pięściarz Victor Ramos w pierwszej rundzie wagi lekkiej (do 60 kg wagi) walczył z reprezentującym Ghanę Raymondem Narhem. Timorczyk przegrał 20:23, a jego rywal odpadł w kolejnej rundzie. W tej kategorii wagowej wygrał Mario Kindelan z Kuby.

#### lekkoatletyka
Podczas Igrzysk w Sydney dwoje timorskich lekkoatletów wystąpiło w maratonie: wśród kobiet Agueda Amaral, a w stawce mężczyzn Calisto da Costa.
24 września 2000 roku odbył się bieg maratoński kobiet. Na starcie stanęły 53 zawodniczki, z których do mety dobiegło 45. Agueda Amaral zajęła 43. miejsce, wyprzedzając Rhondę Davidson-Alley z Guamu oraz Sirivanh Ketavong z Laosu. Jako pierwsza na metę osiągnęła Japonka Naoko Takahashi, bijąc jednocześnie ówczesny rekord igrzysk, który pozostaje niepobity aż do dziś (2:23:14).
Jak podaje agencja Associated Press, Agueda Amaral dobiegając na stadion zakończyła bieg, mimo iż miała przebiec jeszcze kilkadziesiąt metrów. Widownia widząc, że Amaral ciężko jest biec, wstała i oklaskami motywowała ją do ukończenia biegu.
W stawce mężczyzn do rywalizacji przystąpiło 102 zawodników, spośród których bieg ukończyło 81. Timorczyk Calisto da Costa zajął 71. miejsce, tracąc do zwycięzcy - Etiopczyka Gezahgne Abera - 23 minuty.

#### podnoszenie ciężarów
W konkursie podnoszenia ciężarów (w kategorii do 56 kg) wystartował Martinho de Araújo, który w dwuboju zajął 20. miejsce, osiągając łączny rezultat 157,5 kg (67,5 kg w rwaniu oraz 90 kg w podrzucie). Zajął on ostatnie miejsce wśród sklasyfikowanych sztangistów (Manuel Minginfeel z Mikronezji spalił trzy próby w rwaniu, a Iwan Iwanow z Bułgarii został zdyskwalifikowany). Wygrał wówczas Halil Mutlu z Turcji

### Udział w Letnich Igrzyskach Paraolimpijskich 2000
Timorczycy wystąpili również na Letnich Igrzyskach Olimpijskich w Sydney, podobnie jak ich pełnosprawni rodacy pod flagą olimpijską.
Delegacja Timoru Wschodniego liczyła cztery osoby (dwóch sportowców i dwóch przedstawicieli władz lokalnego związku sportowego)i była jedną z najmniejszych spośród 121, który zaprezentowały się na ceremonii otwarcia.
Tak jak przedstawiciele dążącego do niepodległości terytorium, którzy wystąpili na XXVII Letnich Igrzyskach Olimpijskich, niepełnosprawni sportowcy z Timoru Wschodniego nie walczyli o medale, a chcieli zaznaczyć swoją obecność na arenie międzynarodowej i chęć uzyskania niezależności przez ich państwo.

#### Wyniki

##### lekkoatletyka
Na starcie biegu na dystansie 5000 m w kategorii T38 stanęło 13 zawodników, w tym Alcino Pereira, który jednak nie ukończył biegu. Wśród dziewięciu sklasyfikowanych biegaczy najszybszy był Hiszpan Ivan Hompanera z czasem 16:53,19 min (ówczesny rekord świata)

##### podnoszenie ciężarów
W konkursie podnoszenia ciężarów w kategorii do 48 kg wagi wystąpił Mateus Lukas, który z wynikiem 105 kg zajął ostatnie miejsce w stawce 13 sklasyfikowanych zawodników (trzech innych nie zaliczyło żadnego podejścia). Wygrał Brytyjczyk Anthony Peddle z wynikiem 168 kg

## Ateny 2004
6 reprezentantów; po raz pierwszy jako reprezentacja kraju

### Statystyki
sportowców: 2 (w 1 dyscyplinie)
najmłodszy reprezentant: Gil da Cruz Trindade (22 lata 182 dni; ur. 1.03.1982)
najstarszy reprezentant: Agueda Amaral (32 lata 88 dni; ur. 27.05.1972)
Chorążym ekipy była biegaczka Agueda Amaral.

### Letnie Igrzyska Paraolimpijskie 2004
Pomimo startów timorskich sportowców na Letnich Igrzyskach Olimpijskich 2004, krajowy Komitet Olimpijski nie zdecydował się wysłać reprezentacji na Letnie Igrzyska Paraolimpijskie 2004, które również rozgrywano w Atenach

## Pekin 2008

### Przygotowania
Krajowy Komitet Olimpijski do Pekinu wysłał tylko dwoje maratończyków. Jak przyznał jego prezydent, João Carrascalão, sport nie jest sprawą nadrzędną dla timorskiego rządu, dlatego uzyskanie kwalifikacji olimpijskiej przy minimalnych nakładach jest wręcz niemożliwe. Celem biegaczy podczas igrzysk w stolicy Chin było zdobycie doświadczenia poprzez ukończenie biegu maratońskiego.
Wydatki rządowe na rozwój sportu w kraju były tak małe, że Komitet Olimpijski musiał szukać zagranicznych sponsorów w celu uzyskania funduszy na wyjazd do Pekinu.

### Statystyki
sportowców: 2 (w jednej dyscyplinie sportu)
najmłodszy reprezentant: Augusto Soares (21 lat, 352 dni; ur. 22.08.1986)
najstarszy reprezentant: Mariana Dias Ximenez (24 lata, 239 dni; ur. 13.12.1983)
Chorążym ekipy była maratonka Mariana Dias Ximenez. Podczas ceremonii otwarcia timorska delegacja składająca się z sześciu osób (dwoje sportowców i czterech oficjeli) prezentowała się jako 48. wśród 204 krajowych delegacji olimpijskich.

### Wyniki

#### lekkoatletyka
17 sierpnia 2008 roku Mariana Dias Ximenez stanęła na starcie maratonu kobiet razem z 80 innymi biegaczkami. Ximenez została sklasyfikowana na pięciu pierwszych pomiarach czasu (po przebiegnięciu 5, 10, 15, 20 km oraz po połowie dystansu), na których zawsze była ostatnia wśród biegnących zawodniczek (odpowiednio 80., 80., 80., 78. i 77.). Z trasy zeszła między 21. a 25. kilometrem jako piąta zawodniczka. Wygrała Rumunka Constantina Tomescu.
Maraton mężczyzn z udziałem Augusto Soaresa odbył się 24 sierpnia 2008. Timorczyk nie rozpoczął biegu. Wygrał Kenijczyk Samuel Wanjiru

### Podsumowanie
Jak zapowiadali Timorczycy przed startem, najważniejszy dla nich był sam występ na igrzyskach.

### Udział w Letnich Igrzyskach Paraolimpijskich 2008
Na Letnie Igrzyska Paraolimpijskie 2008 Timor Wschodni wysłał grupę jedenastu sportowców w czterech dyscyplinach sportowych: lekkoatletyce, tenisie stołowym, tenisie ziemnym na wózkach inwalidzkich oraz podnoszeniu ciężarów.
Najpoważniejszymi problemami utrudniającymi przygotowania niepełnosprawnym timorskim zawodnikom jest brak funduszy i specjalistycznego sprzętu dostosowanego do ich potrzeb, a także brak porozumienia pomiędzy krajowymi związkami sportowymi.

#### Wyniki

##### podnoszenie ciężarów
W zawodach w podnoszeniu ciężarów wystąpiło trzech sztangistów z Timoru Wschodniego. Ich trenerem jest Domingos Freitas.
W kategorii kobiet poniżej 52 kg Lily Costa Silva spaliła wszystkie trzy próby (raz na 47,5 kg oraz dwukrotnie na 50 kg) i jako jedyna w stawce dziewięciu zawodniczek nie została sklasyfikowana.

##### tenis ziemny na wózkach
W rywalizacji w tenisie ziemnym na wózkach inwalidzkich udział wziął 29-letni Domingos Sarmento Soares.

## Londyn 2012
Letnie Igrzyska Olimpijskie 2012 w Londynie odbyły się w dniach od 27 lipca do 12 sierpnia 2012 r. Był to czwarty występ tego kraju na igrzyskach olimpijskich, chociaż po raz pierwszy pojawił się w ramach Olimpiady Indywidualnej. Dwóch maratończyków zostało wybranych do drużyny przez dzikie karty, bez zakwalifikowania się na żadnej imprezie sportowej. Jednak Timor Wschodni nie zdobył jeszcze swojego pierwszego medalu olimpijskiego.
Augusto Ramos Soares i Juventina Napoleão byli jedynymi timorskimi sportowcami rywalizującymi na Letnich Igrzyskach Olimpijskich 2012. Soares był trenerem Agueda Amaral, jednego z najsłynniejszych sportowców Timoru Wschodniego, który reprezentował Timor Wschodni na Letnich Igrzyskach Olimpijskich 2000 w Sydney w Australii. 

Augusto Ramos Soares reprezentował Timor Wschodni na igrzyskach w Londynie jako jedyny męski biegacz w kraju. Ukończył zawody z czasem 2:45:09 i zajął 84. miejsce na 85 finalistów.
Juventina Napoleão (lekkoatletka) ukończyła bieg z czasem 3:05:07, zajmując 106 miejsce na 107 zawodniczek.

## Soczi 2014
Zimowe Igrzyska Olimpijskie 2014 w Soczi w Rosji od 7 do 23 lutego 2014 r. Kraj ten zadebiutował na Zimowych Igrzyskach Olimpijskich.
Goutt Gonçalves w kategorii Narciarstwo Alpejskie. Kwalifikując się do imprezy, został pierwszym sportowcem ze swojego kraju (na jakichkolwiek igrzyskach olimpijskich ), który nie otrzymał dzikiej karty do udziału w zawodach, ale zakwalifikował się, spełniając standardy kwalifikacyjne.

## Rio de Janeiro 2016
Letnie Igrzyska Olimpijskie 2016 w Rio de Janeiro w Brazylii w dniach od 5 do 21 sierpnia 2016 r. 
Trzech sportowców- jeden mężczyzna i dwie kobiety, zostało wybranych do składu Timoru Wschodniego na igrzyska, rywalizując tylko w lekkiej atletyce i kolarstwie górskim (debiut olimpijski kraju w Rio de Janeiro).  Byli wśród nich biegacze średniodystansowi Nélia Martins i Augusto Ramos Soares oraz kolarka górska Francelina Cabral, która ostatecznie została chorążym narodowym podczas ceremonii otwarcia. 

### Lekkoatletyka
| Sportowiec           | Dyscyplina      | Wynik      | Wynik   | Półfinał           | Półfinał           | Finał              | Finał              |
| Sportowiec           | Dyscyplina      | Czas       | Miejsce | Czas               | Miejsce            | Czas               | Miejsce            |
| -------------------- | --------------- | ---------- | ------- | ------------------ | ------------------ | ------------------ | ------------------ |
| Augusto Ramos Soares | Mężczyźni 1500m | 4:11.35 PB | 12      | Nie uczestniczył/a | Nie uczestniczył/a | Nie uczestniczył/a | Nie uczestniczył/a |
| Nélia Martins        | Kobiety 1500 m  | 5:00.53    | 13      | Nie uczestniczył/a | Nie uczestniczył/a | Nie uczestniczył/a | Nie uczestniczył/a |

### Kolarstwo
Francelina Cabral - Cross-country- miejsce 28

## Pyeongchang 2018
Timor Wschodni brał udział w Zimowych Igrzyskach Olimpijskich 2018 w Pyeongchang w Korei Południowej od 9 do 25 lutego 2018 roku.
Zakwalifikowany był jeden sportowiec płci męskiej,  Yohan Goutt Gonçalves w kategorii Slalom Mężczyzn narciarstwa alpejskiego.

## Tokio 2020
Letnie Igrzyska Olimpijskie 2020 w Tokio, pierwotnie zaplanowane na 24 lipca – 9 sierpnia 2020 r. Igrzyska zostały przełożone na 23 lipca – 8 sierpnia 2021 r. z powodu pandemii COVID-19.  Był to piąty występ reprezentacji na Letnich Igrzyskach Olimpijskich.

### Lekkoatletyka
Timor Wschodni otrzymał miejsce uniwersalne od World Athletics, aby wysłać lekkoatletę na igrzyska olimpijskie.
| Sportowiec         | Dyscyplina      | Wynik   | Wynik   | Półfinał           | Półfinał           | Finał              | Finał              |
| Sportowiec         | Dyscyplina      | Czas    | Miejsce | Czas               | Miejsce            | Czas               | Miejsce            |
| ------------------ | --------------- | ------- | ------- | ------------------ | ------------------ | ------------------ | ------------------ |
| Felisberto de Deus | Mężczyźni 1500m | 3:51.03 | 16      | Nie uczestniczył/a | Nie uczestniczył/a | Nie uczestniczył/a | Nie uczestniczył/a |

### Pływanie
Timor Wschodni otrzymał uniwersalne zaproszenie od FINA do wysłania dwóch najwyżej sklasyfikowanych pływaków (po jednym każdej płci) w swoich indywidualnych konkurencjach na igrzyska olimpijskie, w oparciu o system punktowy FINA z 28 czerwca 2021 r.
Był to debiut kraju w tym sporcie.
| Sportowiec           | Dyscyplina                | Wynik | Wynik   | Półfinał           | Półfinał           | Finał              | Finał              |
| Sportowiec           | Dyscyplina                | Czas  | Miejsce | Czas               | Miejsce            | Czas               | Miejsce            |
| -------------------- | ------------------------- | ----- | ------- | ------------------ | ------------------ | ------------------ | ------------------ |
| José da Silva Viegas | Mężczyźni 50 styl dowolny | 28.59 | 72      | Nie uczestniczył/a | Nie uczestniczył/a | Nie uczestniczył/a | Nie uczestniczył/a |
| Imelda Ximenes       | Kobiety 50 styl dowolny   | 32.89 | 78      | Nie uczestniczył/a | Nie uczestniczył/a | Nie uczestniczył/a | Nie uczestniczył/a |

## Pekin 2022
Timor Wschodni brał udział w Zimowych Igrzyskach Olimpijskich 2022 w Pekinie w Chinach od 4 do 20 lutego 2022 r.
Startował jeden narciarz alpejski - Yohan Goutt Gonçalves. Reprezentował on kraj po raz trzeci z rzędu.
| Sportowiec            | Dyscyplina              | Wynik   | Wynik   | Półfinał         | Półfinał         | Finał            | Finał            |
| Sportowiec            | Dyscyplina              | Czas    | Miejsce | Czas             | Miejsce          | Czas             | Miejsce          |
| --------------------- | ----------------------- | ------- | ------- | ---------------- | ---------------- | ---------------- | ---------------- |
| Yohan Goutt Gonçalves | Mężczyźni slalom gigant | 1:21.52 | 52      | Nie uczestniczył | Nie uczestniczył | Nie uczestniczył | Nie uczestniczył |
| Yohan Goutt Gonçalves | Slalom Mężczyzn         | 1:15.48 | 52      | 1:09.19          | 45               | 2:24.67          | 45               |

## Stroje
|  |  |  |
|  |  |  |

|  |  |  |
|  |  |  |